# Brantôme (écrivain)
Pour les articles homonymes, voir Brantôme.
 (décembre 2013).
Pierre de Bourdeilles (parfois orthographié de Bourdeille), dit Brantôme né vers 1540 et mort le 15 juillet 1614, abbé commendataire (ou séculier) de l'abbaye de Brantôme et seigneur de Saint-Crépin de Richemont, est un militaire et écrivain français, surtout connu pour ses écrits « légers » relatant sa vie de courtisan et de soldat et celle des personnages illustres qu'il a côtoyés. On l'a nommé « le valet de chambre de l'Histoire », à cause des détails intimes qu'il a donnés sur certains de ses personnages.
Pierre de Bourdeille est un personnage à plusieurs facettes. Gentilhomme issu de la bonne noblesse, il fait figure de courtisan modèle, participant à la vie de cour et côtoyant les plus Grands du royaume. Militaire de carrière passionné par l'art de la guerre participant entre autres à des guerres de religion et s'engageant à plusieurs reprises dans des conflits à l'étranger         (Italie, Espagne, Maroc…). Toutefois, il n'a jamais participé aux grandes guerres de son époque, se trouvant souvent au mauvais endroit ou arrivant trop tard. Le seul fait d'armes pour lequel il s'est réellement illustré en tant que stratège et militaire est la conquête de la ville de Belys au Maroc, où il avait à sa charge « deux compagnies de gens de pieds ». Pour le récompenser de son courage, le roi du Portugal Don Sebastian le fit chevalier de son ordre appelé L'habito de cristo.
Aujourd'hui, Brantôme est moins connu pour ses faits d'armes que pour ses manuscrits, tous publiés après sa mort. Il a beaucoup écrit sur les grands personnages de son temps et des générations immédiatement précédentes. Bien qu'il ne soit pas considéré comme un historien, ses chroniques du XVIe siècle donnent une vision mordante et vive de son temps.

## Jeunesse
Brantôme est né aux environs de 1537 à Bourdeilles, en Périgord. On ne connaît pas la date précise de sa naissance. Il est le troisième fils d'Anne de Vivonne et du baron François de Bourdeille, militaire ayant participé aux campagnes d'Italie aux côtés de Bayard (1494-1516). Pierre de Bourdeille passe son enfance à la cour de Marguerite d'Angoulême. Sa grand-mère, Louise de Daillon du Lude, seconde épouse du Sénéchal du Poitou, officiait à la cour de la sœur de François Ier en qualité de dame d'honneur. La mère de Pierre, Anne de Vivonne, et sa « tante de Dampierre », Jeanne de Vivonne, figurent parmi les « devisantes » de l’Heptaméron.
À la mort de Marguerite d'Angoulême, en 1549, il part à Paris poursuivre ses études. Il les termine à Poitiers en 1555. En 1556, Pierre de Bourdeille reçoit du roi Henri II la commende de l'abbaye de Brantôme en compensation de la mort héroïque de son frère le capitaine de Bourdeille. Son autre frère, André, aîné de la famille et seigneur de Bourdeille, la gère jusqu'à ce qu'il puisse le faire lui-même. Il en prend possession le 15 juillet 1558. Il devient ainsi abbé et seigneur de Brantôme. Il a repris cette abbaye d'un de ses cousins Pierre de Mareuil.
En 1558, il fait son premier voyage en Italie. Il rentre ensuite en France où il ne reste que peu de temps. Il se lie au clan des fervents catholiques, les Guise, au grand prieur François de Lorraine et à sa nièce Marie Stuart, reine d'Écosse, mariée avec l'éphémère roi de France François II (1559-1560). En 1561, il assiste au sacre de Charles IX. Il fait partie de la jeune garde fidèle et admirative qui accompagne en Écosse la jeune veuve Marie Stuart, qui voulait prendre possession de son royaume. Il a laissé un livre émouvant de ce voyage et sur cette reine malheureuse.

## Carrière militaire et à la cour

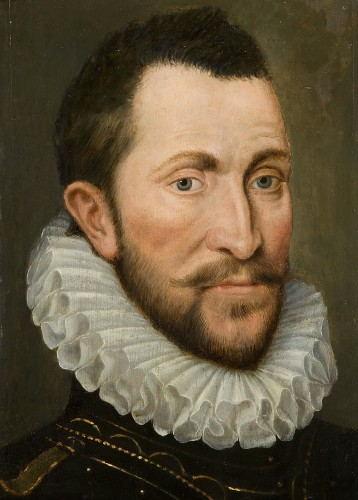
Portrait présumé de Brantôme, école française du XVIe siècle.

En 1562, il rejoignit l'armée royale et participa aux combats des guerres civiles de la première guerre de religion entre les catholiques (avec qui il est) et les protestants, notamment à la bataille de Dreux.

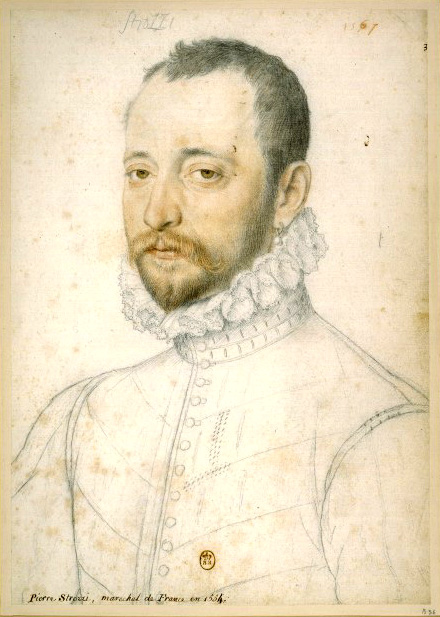
Philippe Strozzi, qualifié d'« ami parfait » par Brantôme.
Paris, BnF, département des estampes, XVIe siècle.

En 1563, la mort de son maître François de Lorraine, général des galères et grand prieur de l'ordre de Malte, conduit Brantôme à quitter la clientèle de la maison de Guise. La même année, il se lie d'amitié avec Philippe Strozzi, cousin de Catherine de Médicis et colonel des gardes du roi. Cette relation lui permet d'intégrer la clientèle royale au sein de la cour du jeune Charles IX.
En 1564, il rejoint Malaga, où se trouve la flotte de García Álvarez de Tolède, le capitaine général de la mer de Philippe II. Il visite la péninsule ibérique et rapporte à Catherine de Médicis le nombre de galères qu'il a observées.
En 1567, il s'attache à la cour et reçoit une pension en qualité de gentilhomme de la Chambre du roi sous Charles IX, qui l'appréciait.
Épris d'aventure, il passe trois mois et demi à Malte avec les chevaliers de Saint-Jean. Il est tellement fasciné par leur vie, qu'un moment il souhaite entrer dans la chevalerie. Il participe aux deuxième et troisième guerres de religion entre catholiques et protestants, et est présent aux batailles de Meaux (septembre 1567, aussi appelée « la surprise de Meaux ») et de Saint-Denis (novembre 1567). La guerre civile voit la mort de son plus jeune frère, le baron d'Ardelay.
En 1569, les protestants viennent, par deux fois, au monastère de Brantôme, qui leur ouvre ses portes. Quand l'amiral Coligny et Henri de Navarre, futur Henri IV, firent halte à Brantôme, ils avaient tout d'abord le souhait de piller l'abbaye, comme de nombreux lieux saints catholiques qu'ils rencontraient sur le chemin, comme la chapelle Faucher. Pierre de Bourdeille, se trouvant à l'abbaye, eut l'idée de les convier, et tous leurs soldats à un immense festin en signe de paix. Quand ils eurent fait "bonne chère", ils repartirent sans causer aucun dommage à l'abbaye. La seconde fois qu'ils s'y rendirent, quelques mois plus tard, il était absent. Les réformés n'en respectèrent pas moins l'abbaye, qui était alors riche et prospère avec plus de quarante religieux.
En 1573, il participe encore au siège de La Rochelle (1573) dont il critique l'abandon par le futur Henri III. Il met fin à sa carrière militaire en 1574. Par la suite, ses voyages se limiteront à suivre la cour, où il semble avoir été passionné par les intrigues amoureuses, les duels, les rivalités et les assassinats.
En 1582, Bourdeille rompt avec Henri III. Malgré la promesse royale, il est délaissé au profit du gendre de son neveu pour la charge de sénéchal de Périgord de son frère, André.
En 1584, à environ 44 ans, il perd son maître, le duc François d'Anjou, frère cadet du roi et héritier présomptif de la couronne de France. Il pense un moment passer au service de l'Espagne, mais une chute de cheval le contraint à l'immobilité pour deux ans dans sa propriété. Il était passionné d'équitation et pour le reste de sa vie il éprouvera une certaine "phobie" des chevaux blancs (le cheval dont il tomba avait une robe blanche).

## Retraite forcée et écriture

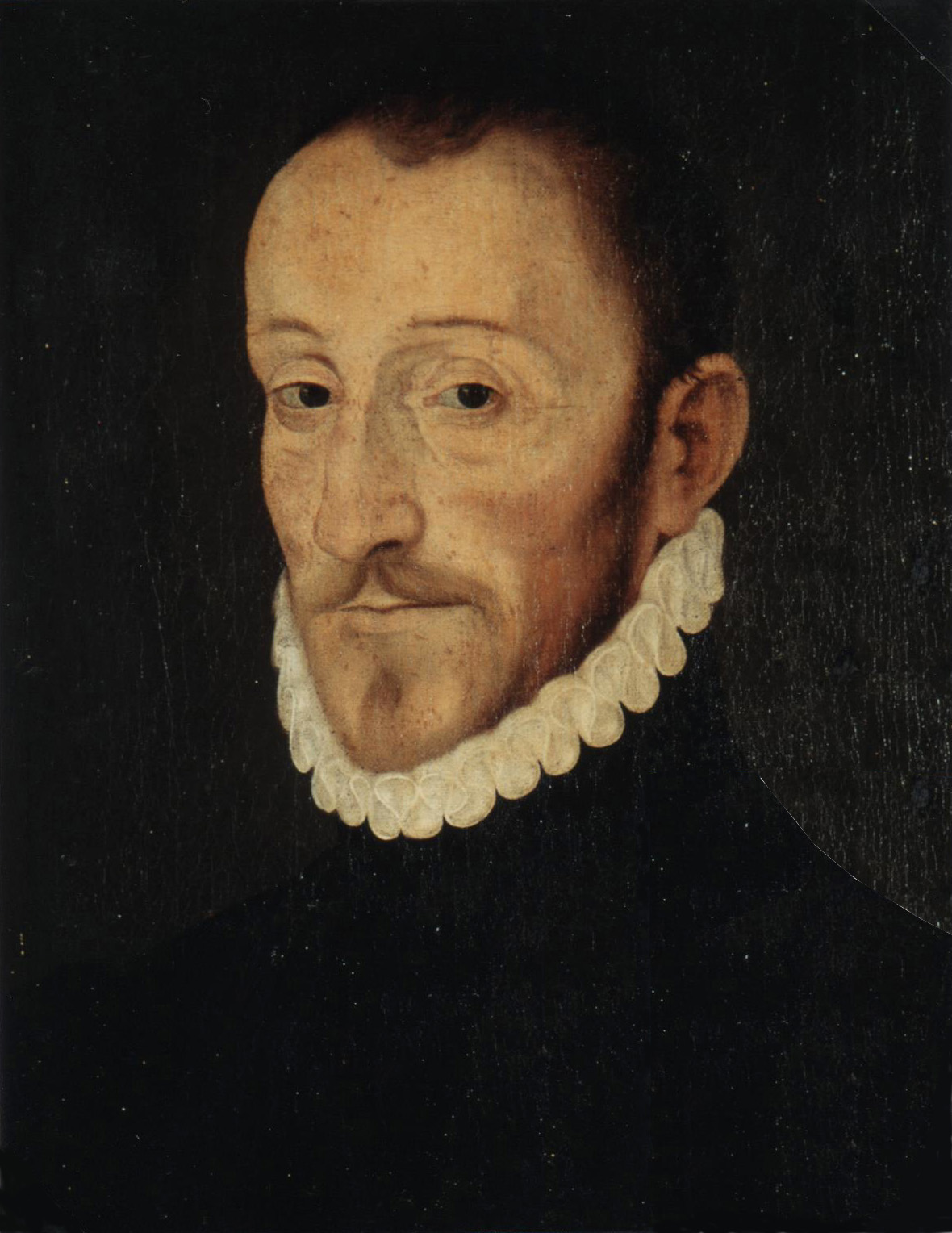
Pierre de Bourdeille, seigneur de Brantôme.
École française du XVIe siècle, Périgueux, musée d'Art et d'Archéologie du Périgord.

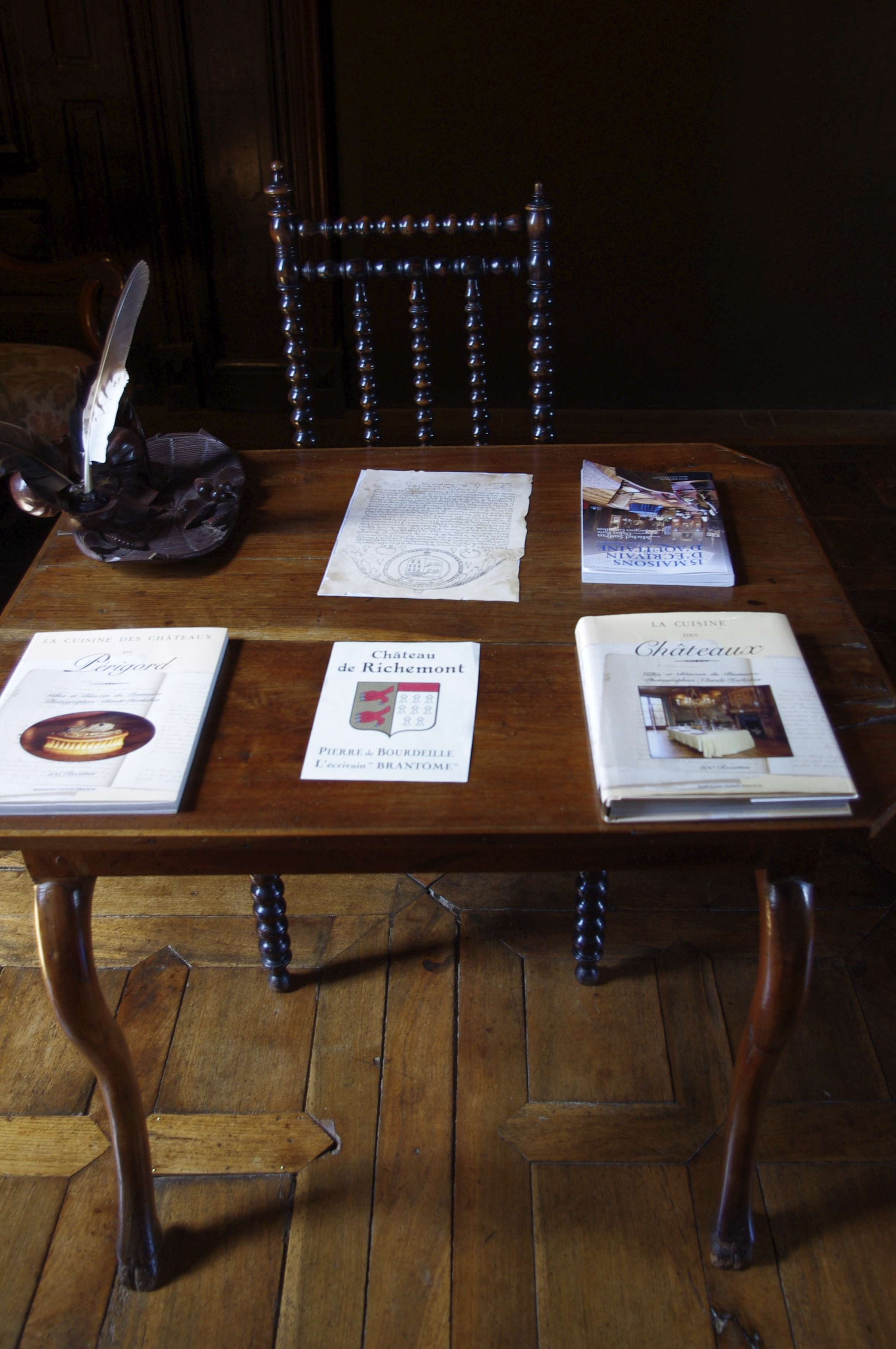
Reconstitution du cabinet de travail de Brantôme, château de Richemont, Dordogne.

Immobilisé par sa blessure, il se retire de la cour « perclus et estropié » et « songe[a] à ses amours et aventures de guerre, pour autant se contenter ». Persuadé qu'il allait mourir, il décide d'écrire ses mémoires et dicte ses écrits à son secrétaire Mathaud (ou Mahaud). 
Ainsi, pendant les 30 dernières années de sa vie, Bourdeille se retire dans ses terres en partageant son temps entre sa maison de Bourdeilles, l'abbaye de Brantôme, le château de la Tour-Blanche et sa dernière demeure le château de Richemont à Saint Crépin de Richemont, dont il avait commencé la construction aux alentours de 1564 et l'avait achevée en 1610 (date gravée au plafond de la chapelle du Château). Il se consacre alors à l'écriture et expie ainsi une vie passablement agitée, vagabonde et amoureuse. Il écrit, comme en se jouant, les Mémoires qui l'ont immortalisé. Ces mémoires, souvent légers, plaisent surtout par leur style sans artifices.
Catalogué comme écrivain « léger » pour son recueil Les Vies des dames galantes, il est l'auteur de chroniques, de récits de voyages, de récits de guerre ou encore de biographies. Un trait commun à ses écrits est son amour des femmes et notamment de celles qu'il a bien connues : la reine Margot ou Catherine de Médicis, par exemple. Il appréciait la cour de Catherine de Médicis, avec toutes les femmes qui la composaient. Il se fera l'historiographe de ces dames de la Renaissance. Malgré sa réputation "d'hommes à femmes", il n'a aimé que trois femmes dans sa vie : Catherine de Médicis à qui il a voué une réelle admiration et dont il fut le confident, notamment après le Massacre de la Saint-Barthélemy ; Jacquette de Montbron, l'épouse de son frère aîné André et la reine Margot avec qui il correspondait beaucoup, lors de ses fréquents exils. 

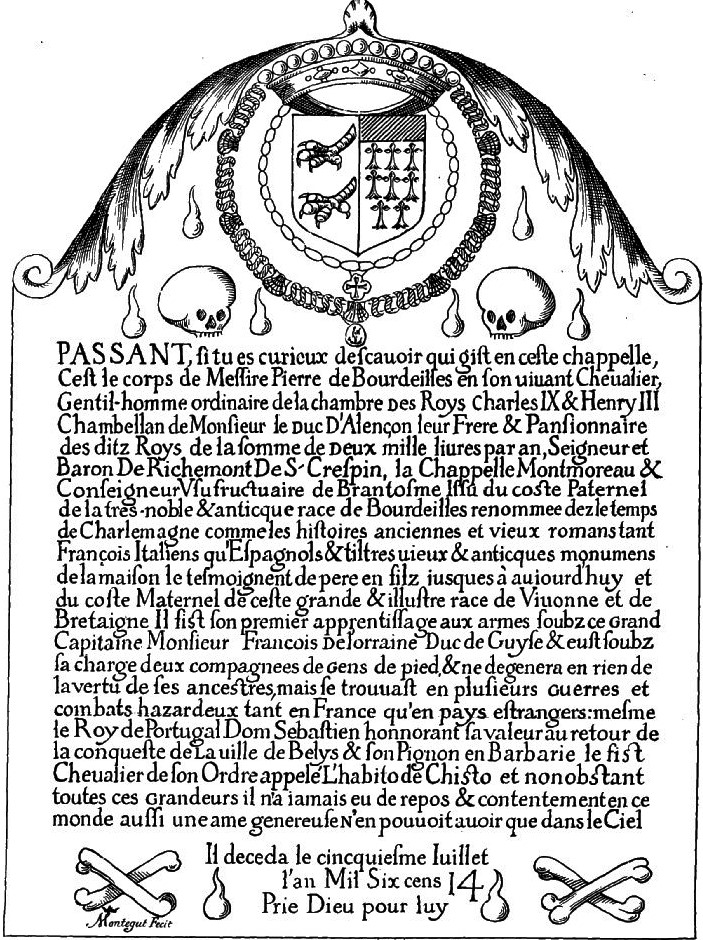
Épitaphe de Pierre de Bourdeilles dans la chapelle du château de Richemont

Il meurt le 5 juillet 1614, dans son château de Richemont à Saint-Crépin-de-Richemont, où il est inhumé dans la chapelle. Il meurt sans enfants et sans s'être jamais marié, il lègue son château de Richemont à sa nièce, Jeanne de Bourdeille, comtesse de Duretal, fille de son frère André. Il aurait, selon la tradition, dû confier le château à son neveu, le fils aîné de son frère, mais celui-ci était un joueur invétéré (surnommé le comte de Montrésor). Il écrit dans ses mémoires et dans son testament que sous aucun prétexte son château ne doit être vendu ou détruit, et qu'il doit toujours rester dans la famille. Décision moderne pour l'époque, il permet que celui-ci soit légué en passant par les femmes. Son souhait fut réalisé : une quatorzième génération de descendants a encore la charge de ce bâtiment. 
Ses écrits ne furent publiés, de manière posthume, qu'en 1655 pour la première fois, dans une édition imparfaite et incorrecte. Il faudra attendre le XVIIIe siècle pour que sa réputation ne s'étende.

## Citations
« Toute belle femme s'estant une fois essayée au jeu d'amour ne le désapprend jamais ». Les vies des dames galantes
« Si tous les cocus et leurs femmes qui les font se tenoyent tous par la main et qu'il s'en pust faire un cerne, je croy qu'il seroit assez bastant pour entourer et circuire la moitié de la terre ». Les vies des dames galantes

## Œuvres

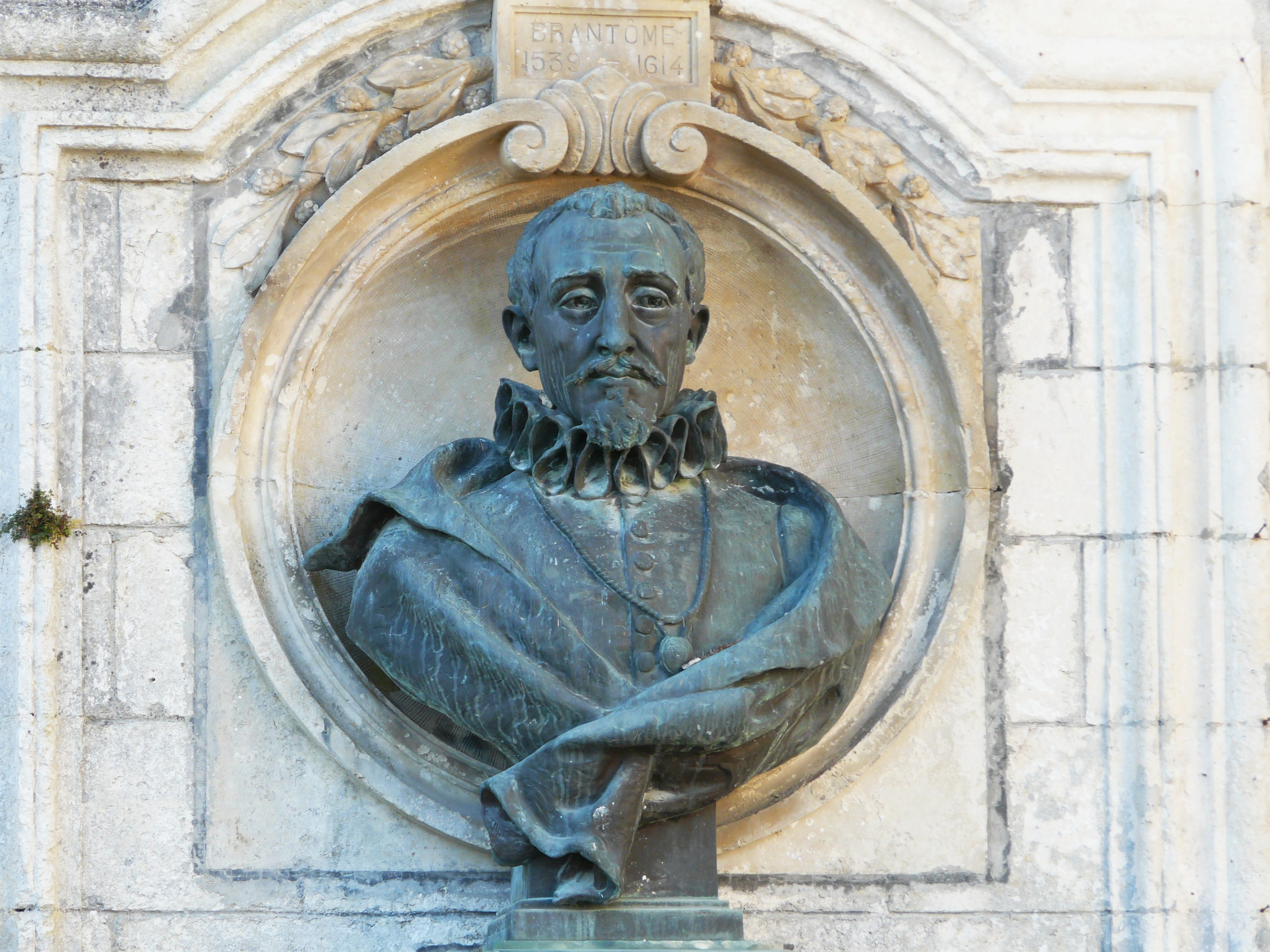
Buste de Pierre de Bourdeille, fontaine Médicis à Brantôme.

- Vie des hommes illustres et grands capitaines français
- Vie des grands capitaines étrangers
- Vie des dames illustres
- Vie des dames galantes
- Anecdotes touchant les duels
- Rodomontades et jurements des Espagnols.

### Chronologie des premières éditions
Les écrits de Brantôme n'ont été publiés que longtemps après sa mort. Tout d'abord par les libraires Jean et Daniel Steucker de la Haye, chez les imprimeurs suivants :
À Amsterdam chez Daniel Elzevier, 1666, sous le pseudonyme de Jean Sambix le Jeune à Leyde, en 4 volumes :
- Tome 1 : Les vies des hommes illustres et grands capitaines François de son temps. [en ligne]
- Tome 2 : Les vies des hommes illustres et grands capitaines François de son temps. [en ligne]
- Tome 3 : Les vies des hommes illustres et grands capitaines François de son temps. [en ligne]
- Tome 4 : Les vies des hommes illustres et grands capitaines François de son temps. [en ligne]

À Leyde chez Fr. Hackius, 1665, sous le pseudonyme de Jean Sambix le Jeune :
- Les vies des hommes illustres et grands capitaines estrangers de son temps. [en ligne]

À Bruxelles, chez François Foppens, 1665, sous le pseudonyme de Jean Sambix le Jeune à Leyde :
- Les vies des dames illustres de France de son temps. [en ligne]

À Amsterdam chez A. Wolfgang (attribué à), 1666, sous le pseudonyme de Jean Sambix le Jeune à Leyde :
- Tome 1 : Les vies des dames galantes de son temps.
- Tome 2 : Les vies des dames galantes de son temps.

Imprimeur anonyme, 1722, sous le pseudonyme de Jean Sambix le Jeune à Leyde :
- Les anecdotes de la cour de France, sous les rois Henry II. François II. Henry III. & IV. Touchant les duels. [en ligne]

Réédition en 1740 :
- Œuvres du Seigneur de Brantome. Nouvelle édition, considerablement augmentée, revue, accompagnée de remarques historiques & critiques, & distribuée dans un meilleur ordre. - La Haye, aux dépens du Libraire, 1740.

Réédition de 1779 :
- Œuvres du Seigneur de Brantome. Nouvelle édition, considerablement augmentée, revue, accompagnée de remarques historiques & critiques, & distribuée dans un meilleur ordre. - Londres, aux dépens du Libraire, 1779.

Au XIXe siècle, Louis Monmerqué en 1822, Prosper Mérimée et Louis Lacour en 1858, en ont donné des éditions plus complètes.
Suit l'édition critique de Ludovic Lalanne :
- Œuvres complètes de Pierre de Bourdeille, seigneur de Brantôme, publiées d'après les manuscrits avec variantes et fragments inédits pour la Société de l'histoire de France par Ludovic Lalanne, Paris, Veuve Jules Renouard, 1864-1882 :
  - Tome I, 1864, Les Vies des grands capitaines estrangers, 396 p.
  - Tome II, 1866, Les Vies des grands capitaines estrangers, Les Vies des grands capitaines françois, 436 p.
  - Tome III, 1867, Les Vies des grands capitaines françois, 467 p.
  - Tome IV, 1868, Les Vies des grands capitaines françois, 436 p.
  - Tome V, 1869, Les Vies des grands capitaines françois, Discours sur les couronnels de l'infanterie de France, 456 p.
  - Tome VI, 1873, Discours sur les couronnels de l'infanterie de France (fin), Discours sur les duels, 528 p.
  - Tome VII, 1873, Discours sur les Rodomontades, Serments et Juremens espaignols, Monsieur de La Noue, Discours d'aucunes retraictes de guerre, Recueil des Dames, 1re partie, 468 p.
  - Tome VIII, 1875, Recueil des Dames, 223 p.
  - Tome IX, 1881, Des Dames (seconde partie) (dames galantes), 743 p.
  - Tome X, 1881, Opuscules et pièces diverses, Vie de François de Bourdeille, Généalogie, Testament, Lexique, Poésies, 512 p.
  - Tome XI, 1882, Table des matières et Index des noms, 395 p.

### Éditions séparées d'une partie de l'œuvre
- Discours sur les colonels de l'infanterie de France (édition critique avec introduction, notes, glossaire, chronologie et index... établie par Étienne Vaucheret), Paris / Montréal, Librairie philosophique J. Vrin / Éditions Cosmos, coll. « De Pétrarque à Descartes » (no 26), 1973, 421 p. (présentation en ligne).
- Discours sur les duels, Éditions Sulliver, 2000.

### Filmographie
- Dames galantes de Jean-Charles Tacchella en 1990, film dans lequel il est personnifié par Richard Bohringer.